# Michael Obafemi
Michael Oluwadurotimi Obafemi (Dublino, 6 luglio 2000) è un calciatore irlandese di origini nigeriane, attaccante del Plymouth, in prestito dal Burnley, e della nazionale irlandese.

## Biografia
Nato a Dublino da genitori nigeriani, è poi cresciuto a Londra con il resto della famiglia. È fratello di Afolabi Obafemi, anch'egli calciatore.

## Carriera

### Club
Cresciuto nei settori giovanili di varie squadre londinesi, tra cui Watford e Leyton Orient, nel 2016 si trasferisce al Southampton. Il 21 gennaio 2018 esordisce in Premier League, nella partita pareggiata contro il Tottenham, diventando così il secondo giocatore più giovane della storia dei Saints ad esordire nella massima serie, dopo Luke Shaw.
Il 22 dicembre 2018 realizza la sua prima rete in Premier League nel successo per 3-1 sul campo dell'Huddersfield Town; con questa rete, all'età di 18 anni e 169 giorni, diviene il più giovane marcatore del Southampton in Premier.
Il 13 luglio 2020 realizza la rete del definitivo 2-2 contro il Manchester United.
Il 31 agosto 2021 viene ceduto a titolo definitivo allo Swansea City.

### Nazionale
Ha giocato nella nazionale irlandese Under-19.
Ha debuttato con la nazionale irlandese il 19 novembre 2018, nella partita di Nations League pareggiata per 0-0 contro la Danimarca, sostituendo all'80º minuto Callum O'Dowda. La sua è stata la prima presenza collezionata con i Boys in Green per un giocatore nato negli anni 2000.
L'11 giugno 2022 realizza la sua prima rete in nazionale nel successo per 3-0 contro la Scozia in Nations League.

## Statistiche

### Presenze e reti nei club
Statistiche aggiornate al 4 gennaio 2025.
| Stagione            | Squadra             | Campionato          | Campionato | Campionato | Coppe nazionali | Coppe nazionali | Coppe nazionali | Coppe continentali | Coppe continentali | Coppe continentali | Altre coppe | Altre coppe | Altre coppe | Totale | Totale | Totale |
| Stagione            | Squadra             | Comp                | Pres       | Reti       | Comp            | Pres            | Reti            | Comp               | Pres               | Reti               | Comp        | Pres        | Reti        | Pres   | Reti   |        |
| ------------------- | ------------------- | ------------------- | ---------- | ---------- | --------------- | --------------- | --------------- | ------------------ | ------------------ | ------------------ | ----------- | ----------- | ----------- | ------ | ------ | ------ |
| 2017-2018           | Southampton         | PL                  | 1          | 0          | FACup+CdL       | -               | -               | -                  | -                  | -                  | -           | -           | -           | 1      | 0      |        |
| 2019-2019           | Southampton         | PL                  | 6          | 1          | FACup+CdL       | 0+1             | 0               | -                  | -                  | -                  | -           | -           | -           | 7      | 1      |        |
| 2019-2020           | Southampton         | PL                  | 21         | 3          | FACup+CdL       | 2+2             | 0+1             | -                  | -                  | -                  | -           | -           | -           | 25     | 4      |        |
| 2020-2021           | Southampton         | PL                  | 4          | 0          | FACup+CdL       | 0+1             | 0               | -                  | -                  | -                  | -           | -           | -           | 5      | 0      |        |
| ago. 2021           | Southampton         | PL                  | 0          | 0          | FACup+CdL       | 0+1             | 0               | -                  | -                  | -                  | -           | -           | -           | 1      | 0      |        |
| Totale Southampton  | Totale Southampton  | Totale Southampton  | 32         | 4          |                 | 7               | 1               |                    | -                  | -                  |             | -           | -           | 39     | 5      |        |
| 2021-2022           | Swansea City        | FCL                 | 32         | 12         | FACup+CdL       | 1+0             | 0               | -                  | -                  | -                  | -           | -           | -           | 33     | 12     |        |
| 2022-gen. 2023      | Swansea City        | FCL                 | 19         | 3          | FACup+CdL       | 0+0             | 0+0             | -                  | -                  | -                  | -           | -           | -           | 19     | 3      |        |
| Totale Swansea City | Totale Swansea City | Totale Swansea City | 51         | 15         |                 | 1               | 0               |                    | -                  | -                  |             | -           | -           | 52     | 15     |        |
| gen.-giu. 2023      | Burnley             | FCL                 | 12         | 2          | FACup+CdL       | 2+0             | 0+0             | -                  | -                  | -                  | -           | -           | -           | 14     | 2      |        |
| 2023-gen. 2024      | Burnley             | PL                  | 2          | 0          | FACup+CdL       | 0+0             | 0+0             | -                  | -                  | -                  | -           | -           | -           | 2      | 0      |        |
| gen.-giu. 2024      | Millwall            | FCL                 | 14         | 2          | FACup+CdL       | 0+0             | 0+0             | -                  | -                  | -                  | -           | -           | -           | 14     | 2      |        |
| 2024-2025           | Plymouth            | FCL                 | 19         | 2          | FACup+CdL       | 0+1             | 0+0             | -                  | -                  | -                  | -           | -           | -           | 20     | 2      |        |
| Totale carriera     | Totale carriera     | Totale carriera     | 130        | 25         |                 | 11              | 1               |                    | -                  | -                  |             | -           | -           | 141    | 26     |        |

### Cronologia presenze e reti in nazionale
| Cronologia completa delle presenze e delle reti in nazionale ― Irlanda | Cronologia completa delle presenze e delle reti in nazionale ― Irlanda | Cronologia completa delle presenze e delle reti in nazionale ― Irlanda | Cronologia completa delle presenze e delle reti in nazionale ― Irlanda | Cronologia completa delle presenze e delle reti in nazionale ― Irlanda | Cronologia completa delle presenze e delle reti in nazionale ― Irlanda | Cronologia completa delle presenze e delle reti in nazionale ― Irlanda | Cronologia completa delle presenze e delle reti in nazionale ― Irlanda |
| Data                                                                   | Città                                                                  | In casa                                                                | Risultato                                                              | Ospiti                                                                 | Competizione                                                           | Reti                                                                   | Note                                                                   |
| ---------------------------------------------------------------------- | ---------------------------------------------------------------------- | ---------------------------------------------------------------------- | ---------------------------------------------------------------------- | ---------------------------------------------------------------------- | ---------------------------------------------------------------------- | ---------------------------------------------------------------------- | ---------------------------------------------------------------------- |
| 19-11-2018                                                             | Copenaghen                                                             | Danimarca                                                              | 0 – 0                                                                  | Irlanda                                                                | UEFA Nations League 2018-2019 - 1º turno                               | -                                                                      | 80’                                                                    |
| 4-6-2022                                                               | Erevan                                                                 | Armenia                                                                | 1 – 0                                                                  | Irlanda                                                                | UEFA Nations League 2022-2023 - 1º turno                               | -                                                                      | 65’                                                                    |
| 8-6-2022                                                               | Dublino                                                                | Irlanda                                                                | 0 – 1                                                                  | Ucraina                                                                | UEFA Nations League 2022-2023 - 1º turno                               | -                                                                      | 69’                                                                    |
| 11-6-2022                                                              | Dublino                                                                | Irlanda                                                                | 3 – 0                                                                  | Scozia                                                                 | UEFA Nations League 2022-2023 - 1º turno                               | 1                                                                      | 56’                                                                    |
| 24-9-2022                                                              | Glasgow                                                                | Scozia                                                                 | 2 – 1                                                                  | Irlanda                                                                | UEFA Nations League 2022-2023 - 1º turno                               | -                                                                      | 60’                                                                    |
| 27-9-2022                                                              | Dublino                                                                | Irlanda                                                                | 3 – 2                                                                  | Armenia                                                                | UEFA Nations League 2022-2023 - 1º turno                               | 1                                                                      | 86’                                                                    |
| 17-11-2022                                                             | Dublino                                                                | Irlanda                                                                | 1 – 2                                                                  | Norvegia                                                               | Amichevole                                                             | -                                                                      | 75’                                                                    |
| 22-3-2023                                                              | Dublino                                                                | Irlanda                                                                | 3 – 2                                                                  | Lettonia                                                               | Amichevole                                                             | -                                                                      | 63’                                                                    |
| 27-3-2023                                                              | Dublino                                                                | Irlanda                                                                | 0 – 1                                                                  | Francia                                                                | Qual. Euro 2024                                                        | -                                                                      | 86’                                                                    |
| 16-6-2023                                                              | Atene                                                                  | Grecia                                                                 | 2 – 1                                                                  | Irlanda                                                                | Qual. Euro 2024                                                        | -                                                                      | 81’                                                                    |
| 19-6-2023                                                              | Dublino                                                                | Irlanda                                                                | 3 – 0                                                                  | Gibilterra                                                             | Qual. Euro 2024                                                        | -                                                                      | 58’                                                                    |
| 4-6-2024                                                               | Dublino                                                                | Irlanda                                                                | 2 – 1                                                                  | Ungheria                                                               | Amichevole                                                             | -                                                                      | 71’                                                                    |
| Totale                                                                 |                                                                        | Presenze                                                               | 12                                                                     |                                                                        | Reti                                                                   | 2                                                                      |                                                                        |

## Palmarès

### Club

#### Competizioni nazionali
- Campionato inglese di seconda divisione: 1

Burnley: 2022-2023